# János Áder
János Áder (Csorna, 9 mei 1959) is een Hongaars jurist en politicus van de conservatieve partij Fidesz. Tussen mei 2012 en mei 2022 was hij de vijfde president van Hongarije.

## Levensloop
Áder studeerde rechtsgeleerdheid aan de ELTE-universiteit in Boedapest. Hij specialiseerde zich in de wetgevingswerkzaamheden van het parlement. Van 1986 tot 1990 werkte hij als wetenschappelijk medewerker aan het Instituut voor Sociologisch Onderzoek bij de Hongaarse Academie van Wetenschappen.
Áder is medeoprichter van de Fidesz-partij en was van 1990 tot 2009 namens deze partij lid van het Hongaars parlement. Van 1998 tot 2002 was hij voorzitter van het Huis.
Vanaf 2009 was hij lid van het Europees Parlement en werkte hij voor het Internationaal Gerechtshof in Den Haag. Op 16 april 2012 werd hij door de coalitie van Fidesz en KDNP als presidentskandidaat voorgedragen. Omdat er geen andere kandidaten waren was zijn benoeming op 2 mei 2012 slechts een formaliteit. Hij werd op 10 mei 2012 beëdigd. Op 13 maart 2017 werd hij voor een tweede termijn als president verkozen. In totaal bekleedde Áder het presidentschap exact tien jaar. Op 10 mei 2022 werd hij opgevolgd door zijn partijgenoot Katalin Novák.

## Privé
János Áder is getrouwd met rechter Anita Herczegh en heeft drie dochters en een zoon. Áders schoonvader, Géza Herczegh, was van 1999 tot 2003 rechter bij het Internationaal Gerechtshof in Den Haag.
Mátyás Szűrös (interim) · Árpád Göncz · Ferenc Mádl · László Sólyom · Pál Schmitt · László Kövér (interim) · János Áder · Katalin Novák · László Kövér (interim) · Tamás Sulyok